# Vitbröstad tapakul
Vitbröstad tapakul (Eleoscytalopus indigoticus) är en fågel i familjen tapakuler inom ordningen tättingar.

## Utbredning och systematik
Arten förekommer i sydöstra Brasilien (östra Bahia till Santa Catarina och nordöstra Rio Grande do Sul). Den behandlas som monotypisk, det vill säga att den inte delas in i några underarter.

## Status och hot
Arten har ett stort utbredningsområde, men tros minska i antal, dock inte tillräckligt kraftigt för att den ska betraktas som hotad. Internationella naturvårdsunionen IUCN listar arten som livskraftig (LC).